# Ascogaster modesta
Ascogaster modesta är en stekelart som beskrevs av Baker 1926. Ascogaster modesta ingår i släktet Ascogaster och familjen bracksteklar. Inga underarter finns listade.